# Сарыкемер
Сарыкеме́р (до 19 марта 1992 года — Миха́йловка, каз. Сарыкемер) — село в Казахстане, административный центр Байзакского района Жамбылской области и Сарыкемерского сельского округа.

## География
Село расположено на юго-западе Байзакского района, на реке Талас (основная часть села — расположена на левом берегу Таласа), в 12 километрах к северо-востоку от областного центра города Тараз. Ближайшая железнодорожная станция Учбулак — расположена примерно в 4 километрах к югу (по дороге — 9,3 км). Соседние населённые пункты: Кусак примерно в 700 метрах к северо-западу, Байзак в 1,5 километрах к востоку, Ульгули — в 2 километрах к юго-западу. Транспортное сообщение осуществляется по автодорогам KH-6 (Акчулак — Туймекент — Сарыкемер — Тараз) и КН-21 (Учбулак — Сарыкемер). Севернее села проходит автодорога международного значения A2, южнее — проезд до Тараза. Высота центра села — 552 метров над уровнем моря, площадь села — 11,903 км² (составляет 94,21 % площади Сарыкемерского сельского округа).

## История
Село было основано в 1875 году (согласно некоторым данным — в 1876 году), на Таласском участке заселения Аулиеатинского уезда: на избранный участок были поселены 13 семейств переселенцев из Воронежской и Астраханской губерний, которые обосновали селение Сары́-кама́рское, названное в связи с наименованием урочища — Сарыкамар. Тем самым, с основанием данного селения — фактически начинается «крестьянская колонизация» Сыр-Дарьинской области. Однако, «дело [колонизации] велось настолько слабо и нерешительно», что в основанных к 1880-м годам трёх русских поселениях (Чалдоварское (1876) и Дмитриевское (1877) вместе с Сары-камарским) «имелось всего до 200 душ об. пола»: в Сары-камарском — 60 душ, в Чалдоварском — 70 душ и в Дмитриевском — 67 душ об. пола. Заметное оживление переселенческого дела началось в 1884 году, а с 1892-х годов, после голода — находилось в постоянном обороте вплоть до 1917 года. В 1880 или в 1886 году — селение было переименовано в Миха́йловское, в честь русского купца Михайлова. На 1886 год, за селением числилось 1860 десятин и 520 скота; на 1892 год — 1841 десятин, в том числе под усадьбами — 34, под пашни и сенокос — 953. В 1912 году под угодьями были 346 десятин, имелись 107 крупного и 80 мелкого скота.

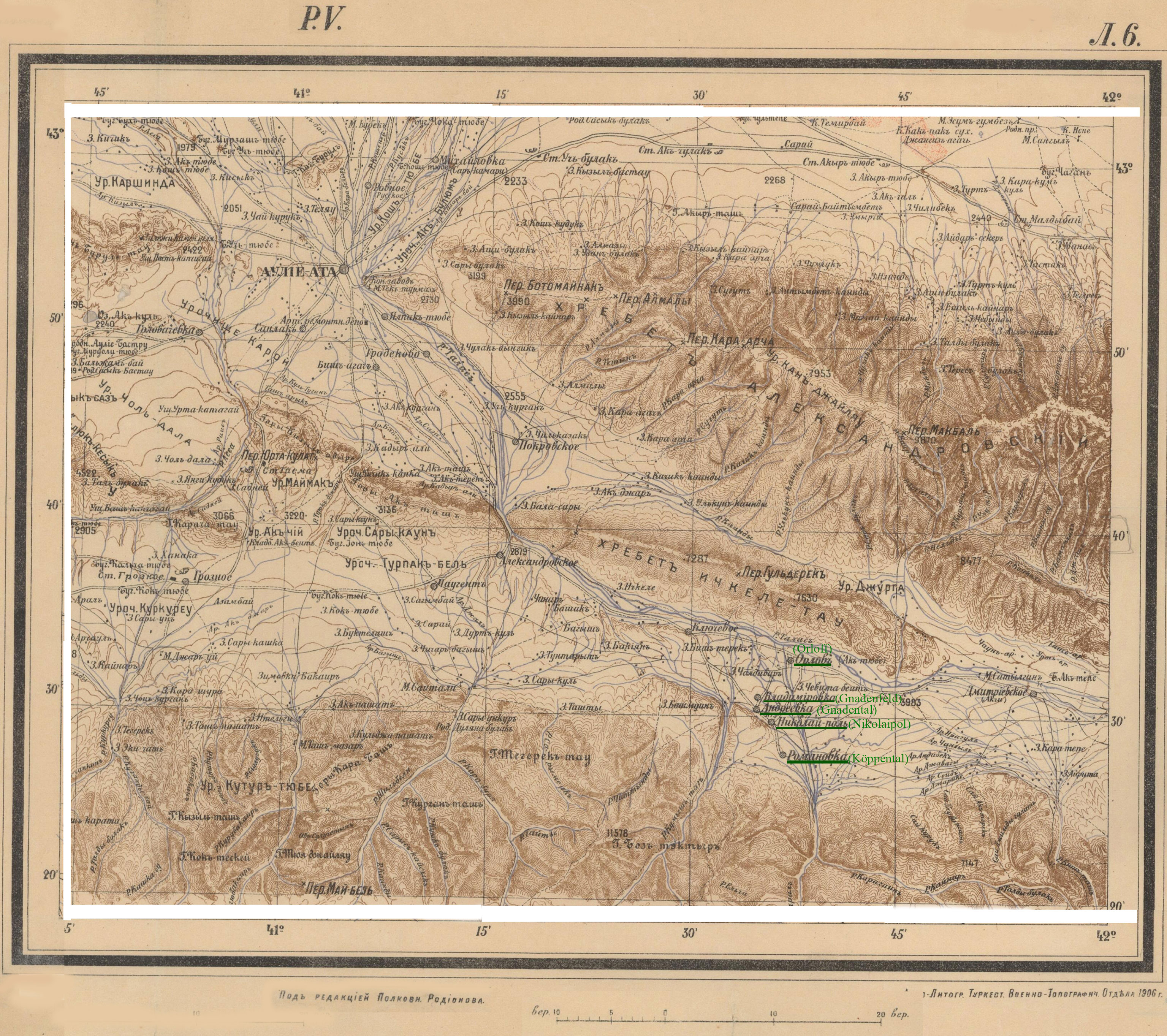
Название села Сарыкемер в 1906 году созд. под редакц. Полковника Родионова.

Административный центр собственной, Михайловской волости. На 1920 год, согласно переписи, в составе волости числились помимо Михайловки — 5 населённых пунктов: Головановка, Ново-Ивановское, Ново-Николаевское, Ровное и Шаповаловское. Преобладающим языком в сёлах, кроме Головановки, — был украинский. Численность населения волости составляла 2597 человек. 15 апреля 1925 года, на основании постановления пленума Сыр-Дарьинского губисполкома от 8—9 апреля 1925 года, Михайловская волость была разделена и присоединена в составы Кенесской и Таласской волостей. 17 января 1928 года волости Аулиеатинского уезда были присоединены в состав Сыр-Дарьинского округа; из Ассинской (часть), Карабакирской, Кенесской, Кум-Арыкской и части Таласской волостей был образован Аулие-Атинский район, с административным центром в городе Аулие-Ата, который вошёл в состав Южно-Казахстанской области в 1932 году.
В 1938 году был образован Свердло́вский райо́н с административным центром в селе Михайловка. Указом Президиума Верховного Совета СССР от 14 октября 1939 года «Об образовании Семипалатинской, Акмолинской и Джамбулской областей в составе Казахской ССР», Свердловский район был присоединён в состав новообразованной Джамбулской области. Во время советского периода, численность населения села увеличилась на 743,09 %: из 1984 чел. в 1939 году до 14 743 чел. в 1989-м соответственно. Постановлением Президиума Верховного Совета Республики Казахстан от 19 марта 1992 года № 1070 «О присвоении наименований и переименовании отдельных административно-территориальных единиц Республики Казахстан» — село Михайловка было переименовано в село Сарыкеме́р.

## Современное состояние
На 2016 год в селе — 84 улиц, 2 тупика, 31 переулок. На территории села располагаются: автомобильное предприятие "Сарыкемер", акционерные общества «Птицы Аулиеаты», производственный кооператив «Байзак». На начало 2000 года: 3 средних и 2 начальных школ, музыкальная и спортивная школы, дом культуры, сельские клубы, 5 библиотеки, два стадиона, несколько мечетей, амбулатория, ФАП. В начале февраля 2023 года — открылась новая поликлиника.

## Достопримечательности
На пересечении улиц Ауэзова и Жамбыла Жабаева находится памятник Байзак батыру — Байза́ку Мамбетулы́ (каз. Байзақ Мәмбетұлы), участнику восстаний 1821 годов против кокандцев. Памятник был открыт в 1998 году, скульптор — Ж. Молдабаев, архитектор — А. Момынжанов. Высота памятника — 4,5 м, фундамент — 2 м.

## Население
| Динамика численности населения села Сарыкемер | Динамика численности населения села Сарыкемер | Динамика численности населения села Сарыкемер | Динамика численности населения села Сарыкемер | Динамика численности населения села Сарыкемер | Динамика численности населения села Сарыкемер | Динамика численности населения села Сарыкемер | Динамика численности населения села Сарыкемер | Динамика численности населения села Сарыкемер | Динамика численности населения села Сарыкемер | Динамика численности населения села Сарыкемер | Динамика численности населения села Сарыкемер |
| 1886                                          | 1892                                          | 1893                                          | 1894                                          | 1895                                          | 1904                                          | 1909                                          | 1911                                          | 1912                                          | 1920                                          | 1939                                          | 1989                                          |
| --------------------------------------------- | --------------------------------------------- | --------------------------------------------- | --------------------------------------------- | --------------------------------------------- | --------------------------------------------- | --------------------------------------------- | --------------------------------------------- | --------------------------------------------- | --------------------------------------------- | --------------------------------------------- | --------------------------------------------- |
| 184                                           | ↗280                                          | ↗287                                          | ↗331                                          | ↘303                                          | ↗501                                          | ↗561                                          | ↗666                                          | ↗747                                          | ↗848                                          | ↗1984                                         | ↗14 743                                       |
| 1999                                          | 2001                                          | 2004                                          | 2005                                          | 2006                                          | 2007                                          | 2008                                          | 2009                                          | 2010                                          | 2011                                          | 2012                                          | 2013                                          |
| ↗15 563                                       | ↗16 500                                       | ↗17 888                                       | ↗18 518                                       | ↗19 357                                       | ↗19 886                                       | ↗20 123                                       | ↗24 314                                       | ↗25 395                                       | ↗25 932                                       | ↗27 074                                       | ↗28 072                                       |
| 2014                                          | 2015                                          | 2016                                          | 2017                                          | 2018                                          | 2019                                          | 2020                                          | 2021                                          | 2022                                          | 2023                                          |                                               |                                               |
| ↗28 354                                       | ↗29 087                                       | ↗29 837                                       | ↗30 610                                       | ↗31 008                                       | ↗31 462                                       | ↗31 749                                       | ↗32 040                                       | ↗32 482                                       | ↗32 672                                       |                                               |                                               |

### Национальный состав
Национальный состав села Сарыкемер согласно переписи 1939 года:
| Национальность | Численность (чел.) | Процентное соотношение |
| -------------- | ------------------ | ---------------------- |
| Русские        | 1053               | 53,70 %                |
| Казахи         | 445                | 22,43 %                |
| Украинцы       | 302                | 15,22 %                |
| Татары         | 39                 | 1,97 %                 |
| Корейцы        | 31                 | 1,56 %                 |
| Узбеки         | 18                 | 0,91 %                 |
| Азербайджанцы  | 11                 | 0,55 %                 |
| Немцы          | 8                  | 0,40 %                 |
| Киргизы        | 1                  | 0,05 %                 |
| Другие         | 76                 | 3,83 %                 |

Процентное соотношение численно-преобладающих национальностей согласно переписи 1989 года:
| Национальность | Процентное соотношение |
| -------------- | ---------------------- |
| Казахи         | 38 %                   |
| Немцы          | 26 %                   |
| Русские        | 23 %                   |
| Другие         | 13 %                   |

### Известные жители и уроженцы
- Гончаров, Василий Алексеевич (1914 — ?) — Герой Социалистического Труда.
- Дутбаев, Нартай Нуртаевич (род. 1956), советник Президента Республики Казахстан.